# 170. vestlige længdekreds
Den 170. vestlige længdekreds (eller 170 grader vestlig længde) er en længdekreds, der ligger 170 grader vest for nulmeridianen. Den løber gennem Ishavet, Asien, Stillehavet, det Sydlige Ishav og Antarktis.